# セヴェリン・ローゼン
セヴェリン・ローゼン（Severin Roesen、1815年ころ生まれ、1872年以降、所在不明）はドイツ生まれの、アメリカの画家である。19世紀半ばのアメリカで、静物画家として人気があった。

## 略歴
ラインラント＝プファルツ州のボッパルトの測量士の息子に生まれた。ケルンの磁器会社で絵付けの仕事で働き、1847年に結婚し、その年、ケルンのローカルな美術クラブの展覧会に花を描いた絵を出展した。陶器の商売で失敗し、債務から逃れるために1848年にアメリカに移った。
ニューヨークの美術愛好家の団体（American Art-Union）の展示会に1848年から1852年の間に11点の作品を出展した。1849年にドイツのアルツァイ生まれの女性と再婚した。3人目の子供が生まれた1857年に家族とフィラデルフィアに移り、さらにハリスバーグなどに移り、1863年にウィリアムズポートに移った。ウィリアムズポートで静物画を教え、ジョン・F・フランシスといったペンシルベニアの画家が静物画を描く、きっかけを与え、アメリカで静物画の人気の高かった時代を作った画家たちの一人となった。
1858年にボルチモアのメリーランド歴史協会の展覧会に出展し、1863年にはペンシルベニア美術アカデミーの展覧会に出展した。1872年にウィリアムズポートを出て、所在の記録が無くなった後も、1873年に彼の作品はブルックリン芸術協会に展示されていた。1872年以降の記録は残っておらず、亡くなった時期も場所も知られていない。
忘れられた画家となっていたが、1961年にファースト・レディーになったジャクリーン・ケネディがホワイトハウスのインテリアを改装した時、セヴェリン・ローゼンの作品が飾られたことによって、アメリカで脚光を浴びることになった。

## 作品

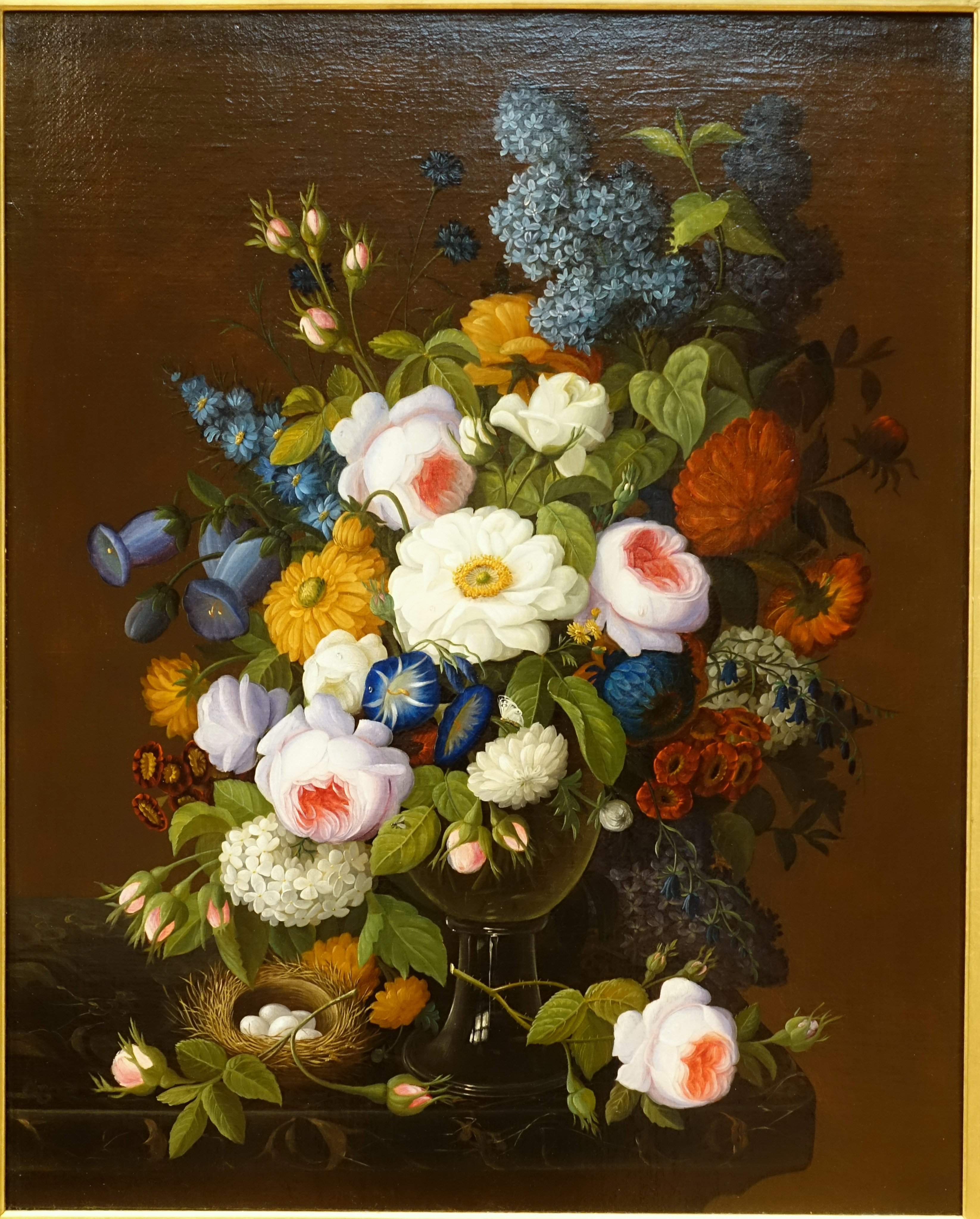
静物画 (c.1860)
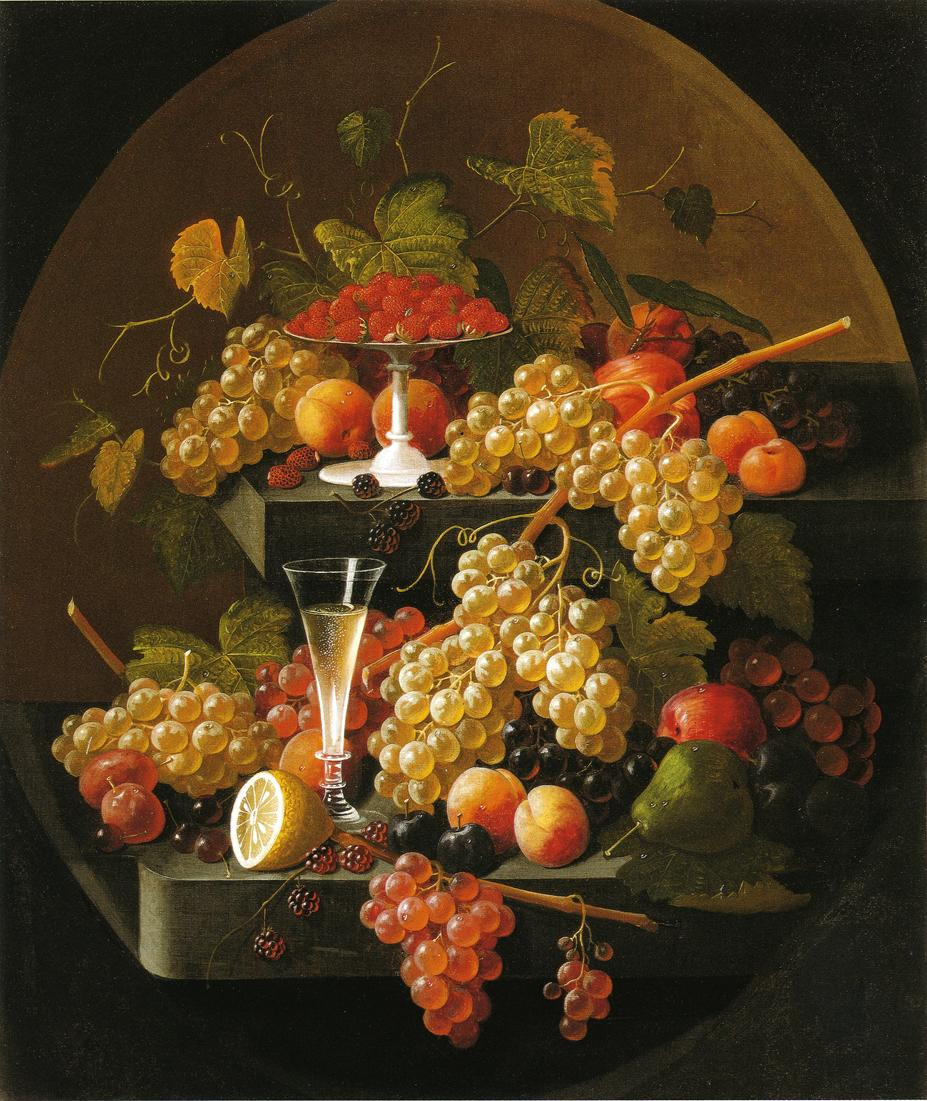
果物とワイングラス
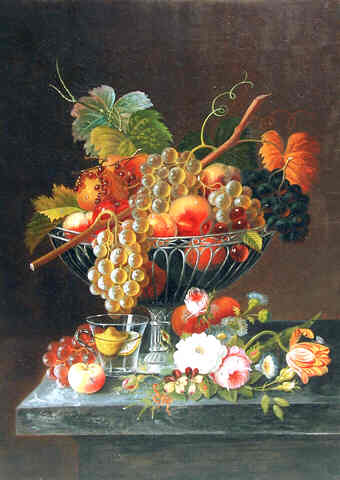
果物と花
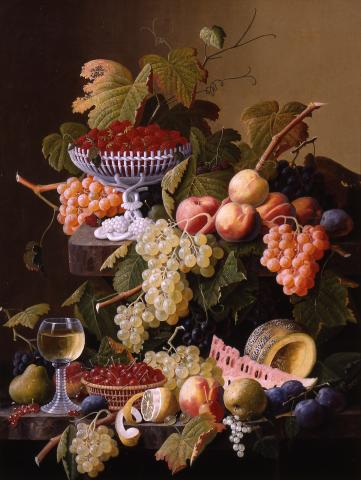
自然の恵み

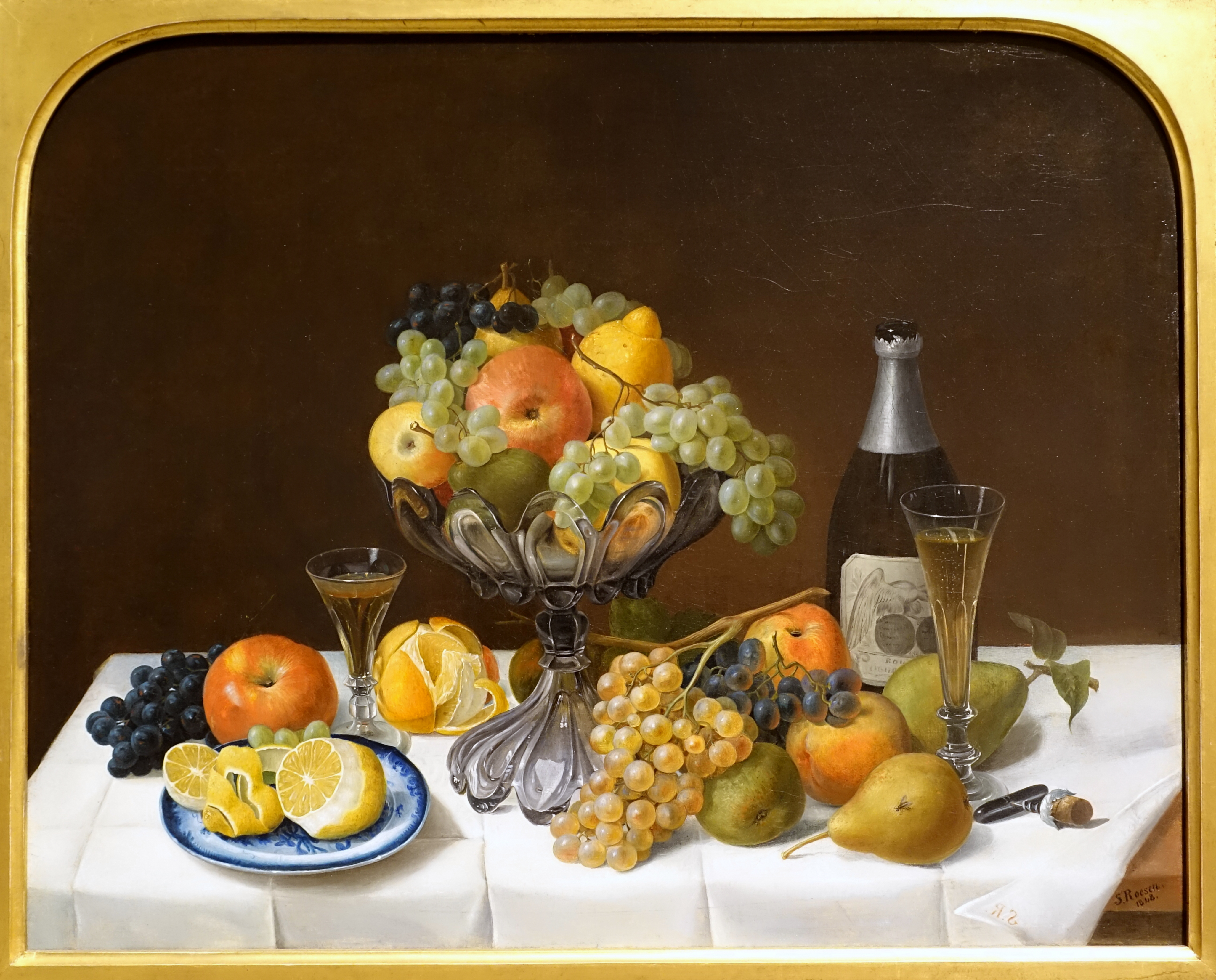
果物とシャンパン・ボトル(1848)
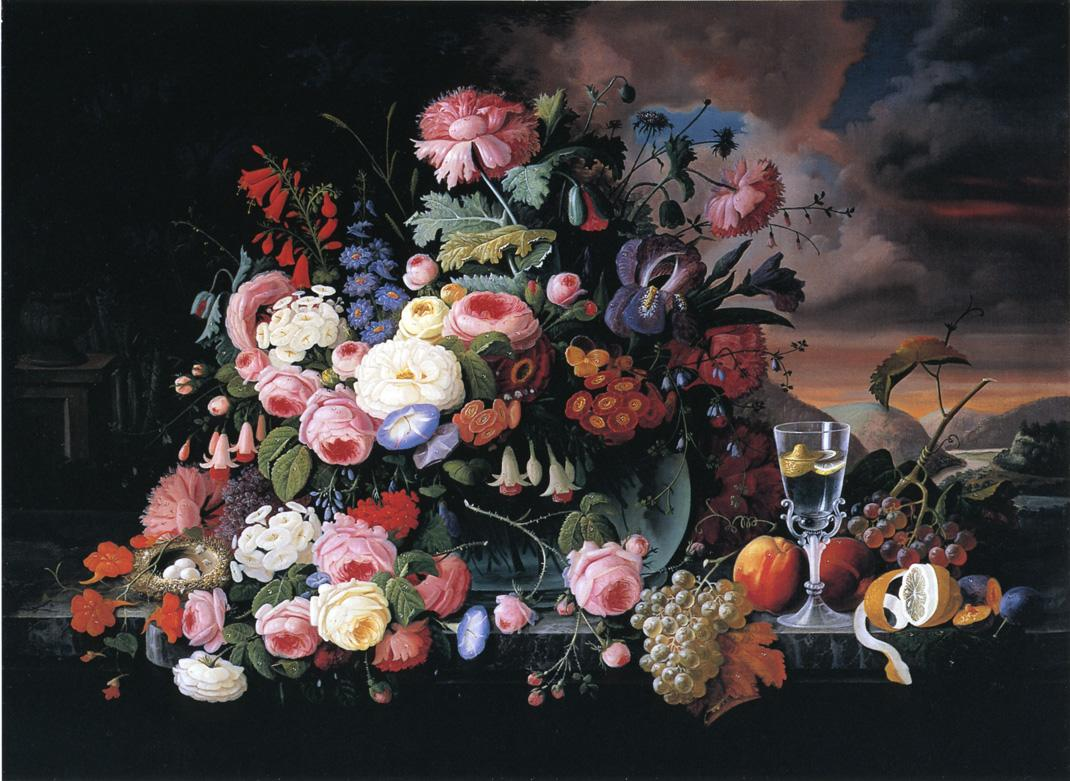
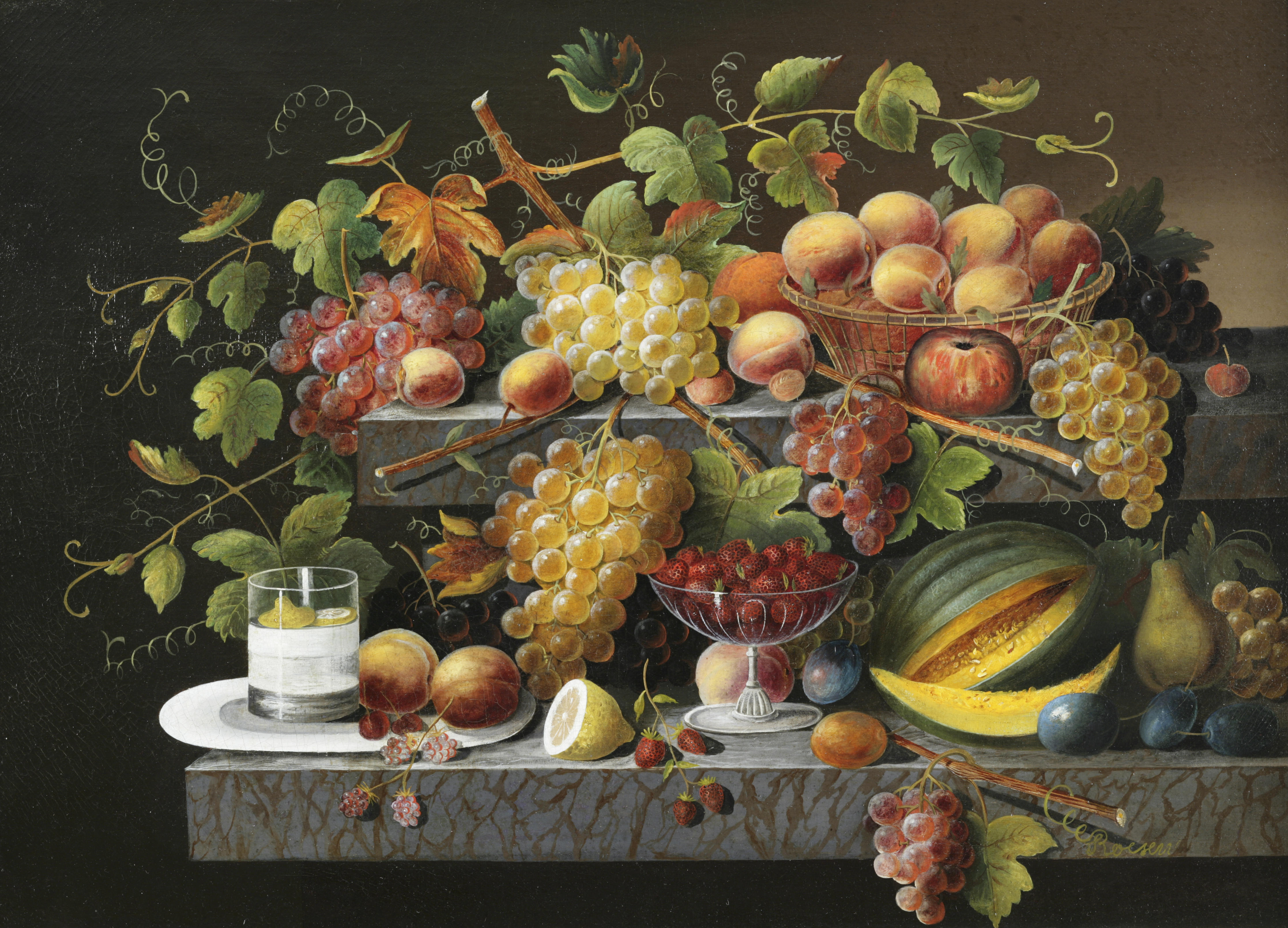